# The Kids Are Coming (singolo)
The Kids Are Coming è un singolo della cantante australiana Tones and I, pubblicato il 27 settembre 2019 come quarto estratto dal primo EP omonimo.

## Video musicale
Il video musicale, diretto da Alan Del Rio Ortiz, è stato reso disponibile il 25 settembre 2019.

## Formazione
- Tones and I – voce, produzione
- Andrei Eremin – mastering
- Randy Belculfine – missaggio, registrazione

## Classifiche
| Classifica (2019) | Posizione massima |
| ----------------- | ----------------- |
| Australia         | 65                |